# Tatiana Ortiz
Tatiana Ortiz Galicia (* 12. Januar 1984 in Mexiko-Stadt) ist eine mexikanische Wasserspringerin. Sie startet im 10-m-Turmspringen und zusammen mit Paola Espinosa im 10-m-Synchronspringen.
Sie nahm an den Olympischen Spielen 2008 in Peking teil. Im Turmspringen wurde sie Fünfte und im 10-m-Synchronwettbewerb gewann sie zusammen mit Espinosa die Bronzemedaille. Qualifiziert hat sich das Duo für die Olympischen Spiele mit einem sechsten Rang beim FINA Diving World Cup 2008.
Ortiz gewann bei den Panamerikanischen Spielen 2011 in Guadalajara hinter ihrer Synchronpartnerin Espinosa Silber vom 10-m-Turm und mit ihr Gold im 10-m-Synchronspringen.